# Necessary Roughness (televisieserie)
Necessary Roughness is een televisieserie die van juni 2011 tot en met augustus 2013 werd uitgezonden door het Amerikaanse televisienetwerk USA Network. De serie is gebaseerd op het waargebeurde verhaal van psychologe Dr. Donna Dannenfelser die voor de New York Jets werkte. Er werden drie seizoen geproduceerd, in november 2013 werd de serie door USA stopgezet.

## Verhaal
Dani Santino, een alleenstaande moeder met twee tieners, gaat na haar scheiding weer aan de slag als psychologe. Een professioneel footballteam huurt haar in om psychologische ondersteuning te bieden aan spelers, die niet altijd even makkelijk te behandelen zijn. 
In de sportwereld moet ze zich aanpassen aan ruwere manieren, maar al snel weet ze zich te laten gelden. Wanneer het team weer begint te winnen, staat ze in de schijnwerpers als de persoon achter dit succes. Bekendheden uit de entertainment- en sportwereld raken plotseling geïnteresseerd in haar 'sneltherapie' en hopen hun persoonlijke problemen in korte tijd onder controle te krijgen.

## Rolverdeling
Legenda
 = Hoofdrol
 = Bijrol
 = Geen rol
| Acteur                | Personage                   | S1 | S2 | S3 |
| --------------------- | --------------------------- | -- | -- | -- |
| Callie Thorne         | Dr. Danielle "Dani" Santino | 12 | 16 | 10 |
| Marc Blucas           | Matthew Donnally            | 12 | 16 | 1  |
| Scott Cohen           | Nico Careles                | 12 | 16 | 10 |
| Mehcad Brooks         | Terrence "T.K." King        | 12 | 16 | 10 |
| Hannah Marks          | Lindsay Santino             | 12 | 16 | 10 |
| Patrick Johnson       | Ray "Ray Jay" Santino Jr.   | 12 | 16 |    |
| Karissa Staples       | Paloma                      |    |    | 10 |
| John Stamos           | Connor McClane              |    |    | 10 |
| Craig Bierko          | Ray Santino                 | 2  |    |    |
| Gregory Alan Williams | Coach Purnell               | 12 | 16 | 5  |
| Amanda Detmer         | Jeannette                   | 12 | 10 | 1  |
| Concetta Tomei        | Angela                      | 3  | 1  |    |
| Danielle Panabaker    | Juliette Pittman            | 6  | 16 |    |
| Rob Estes             | Rob Maroney                 |    | 11 |    |
| Gaius Charles         | Damon Razor                 |    | 7  |    |
| Michaela McManus      | Noelle Sarris               |    | 9  |    |

## Afleveringen
Het eerste seizoen bestaat uit 12 afleveringen en werd uitgezonden van 29 juni tot 14 september 2011. Het tweede seizoen bestaat uit 16 afleveringen en liep van 6 juni 2012 tot 20 februari 2013. Het derde en laatste seizoen van 10 afleveringen werd uitgezonden van 12 juni tot 21 augustus 2013. In totaal waren er 38 afleveringen.

## Prijzen en nominaties
| Jaar | Prijs               | Categorie                                | Genomineerde    | Resultaat   |
| ---- | ------------------- | ---------------------------------------- | --------------- | ----------- |
| 2012 | Golden Globe Awards | Beste actrice in een dramaserie          | Callie Thorne   | Genomineerd |
| 2013 | Young Artist Awards | Beste jonge acteur in een televisieserie | Patrick Johnson | Genomineerd |